# Twister (banda)
Twister. Fue una boy band brasileña, formada en la década de los 90.

## Época indie (1998 - 2000)
Twister surgió en 1998, a raíz de que el empresario Hélio Batista, vio cantar en un Bar de São Paulo al músico Sander, en ese momento este se encontraba compitiendo en un concurso de tributo a la banda Pearl Jam. Tras recibir la propuesta se traslada a Campinas en busca de los demás integrantes Luciano y Gilson, formando Twister. En 1999 Batista integraría a la banda a Thiago Calabrez. De regreso a São Paulo, la agrupación comenzó a preparar su material y al mismo tiempo se encontraban en busca de un sello discográfico. Sin embargo poco tiempo después Thiago abandona twister debido a problemas personales, formando su propio grupo y siendo reemplazado por Leonardo.

### Salto a la Fama
La llegada del nuevo milenio los lanzaría a la fama, debido al rotundo éxito de su tema "40 grados", sencillo que alcanzó el puesto número 1 en ese momento y el lugar número 67 en el top 100 de los temas más escuchados en Brasil. Vendiendo 250.000 copias.
En 2001 Luciano se separa del grupo debido a problemas personales con el manejo de la misma. Es entonces cuando se integra Alex, sin embargo dos meses más tarde la banda decide cambiar de empresario llamando de nuevo a luciano. Twister se convierte entonces en un quinteto. Poco después en junio de 2001 liberarían su álbum en español, el mismo solo fue lanzado en Estados Unidos, Puerto Rico y México. Este álbum nunca fue lanzado en Brasil.
El grupo solo tenía prevista gira por dichos lugares, omitiendo a México. Sin embargo fueron invitados ese mismo año para presentarse en este país, donde abrieron el concierto de la banda 'N Sync.

### Se um dia eu tiver voce y El juego de la vida
Otro de sus temas más recordados es la canción "Se um dia eu tiver voce" (Si pudiera tenerte al fin) en español. Tema original del cantante italiano Renato Zero, proveniente del sencillo; "SuperSolo" liberado en 1995 y relazando por ellos en el año 2000. Ese mismo año su tema: "El juego de la vida" fue utilizado como entrada en la telenovela mexicana, del mismo nombre.

### De regreso a Brasil
En 2002, la banda lanza su tercer álbum titulado "Mochila e Guitarra no Avião", que contiene un cover en portugués, del tema: I Drive Myself Crazy, de 'N Sync.

## Separación
2003 sería el cese definitivo de la banda. Como primera mención sander fue detenido por posesión de drogas y como segundo término se vendría el cierre inesperado de su disquera. Por lo cual este decide abandonarla. Creando su propia agrupación meses después llamada; Methamorfose. Por tal motivo deciden separarse.

## Reencuentro
En el año 2013 realizaron un reencuentro, tras 10 años de haberse disuelto.

### Antiguos miembros
- Luciano Lucca (teclado), (1998 - 2001 - 2002)
- Thiago Calabrez (bajo), (1999 - 1999)

## Discografía

### Twister (2000)
- Um dia de cão
- 40 graus
- Amor a três
- Margarida
- Se um dia eu tiver você
- Animal
- Perdi você
- A história desse amor
- Everybody
- Coração perfeito
- Foi bom
- A todo pulmão
- Pra felicidade geral

### Twister versión en español (2001)
- 40 grados
- Si pudiera tenerte al fin
- Quiero paz
- Animal
- Y te perdí
- Margarita
- Que bien
- Amor a tres
- Everybody
- La historia de este amor
- El juego de la vida

### Mochila e Guitarra no Avião(2002)
- Um beijo seu
- No hablo español
- Nada é perfeito
- Só nós dois
- Pra sempre no coração
- Como um anjo
- Site de amor
- O jogo da vida
- Você perto de mim
- No seu olhar
- Você e mais nada

### Anexos en el álbum Mochila e Guitarra no AviãoMoc
- Perdi você
- 40 grados
- Se um dia eu tiver você

### Con otros artistas
- (2001), Oh baby! (con Karina Battis)

### Banda sonora
- "El Juego De La Vida" El juego de la vida (telenovela mexicana)